# Косяки (фільм)
«Косяки» — фільм 2011 року.

## Зміст
Спочатку «накосячив» батько Боббі. Тепер Боббі доводиться відпрацьовувати його борги. Найкраще у Боббі виходить лазити по кишеням. Та це знову «косяки». Тим більше, що він зняв із живого копа його поліцейський жетон, і той зі шкіри геть лізе, аби повернути знак своєї гідності. Чарівна дівчина Люсі, із якою Боббі провів усього одну ніч — чекає від нього дитину. Знову «косяк»? А може цього разу ні?